# Viols-le-Fort
Viols-le-Fort là một commune thuộc tỉnh Hérault trong vùng Occitanie ở phía nam nước Pháp.